# 비자얀타
비자얀타(영어: Vijayanta)는 인도에서 라이선스 생산한 비커스 MBT로, 인도 육군이 자체 생산한 첫 주력전차이다. 전차는 1963년에 완성되었고 1965년 12월 29일에 운행을 시작했다.. 최초의 90대의 차량은 영국의 비커스가 제작했다. 제작은 1983년까지 아바디의 중차량공장에서 계속되었고 총 2,200대가 제작되었다.